# Gallaicolichen pacificus
Gallaicolichen pacificus är en svampart som beskrevs av Sérus. & Lücking 2007. Gallaicolichen pacificus ingår i släktet Gallaicolichen, divisionen sporsäcksvampar och riket svampar.   Inga underarter finns listade i Catalogue of Life.